# Orvasca justiciae
Orvasca justiciae är en fjärilsart som beskrevs av Moore 1859. Orvasca justiciae ingår i släktet Orvasca och familjen tofsspinnare. Inga underarter finns listade i Catalogue of Life.